# Chiesa di San Martino (Cinisello Balsamo)
La chiesa di San Martino è un edificio religioso cattolico situato a Cinisello Balsamo, in piazza Soncino, che affaccia su Villa Casati Stampa. È la chiesa principale del quartiere di Balsamo.

## Storia

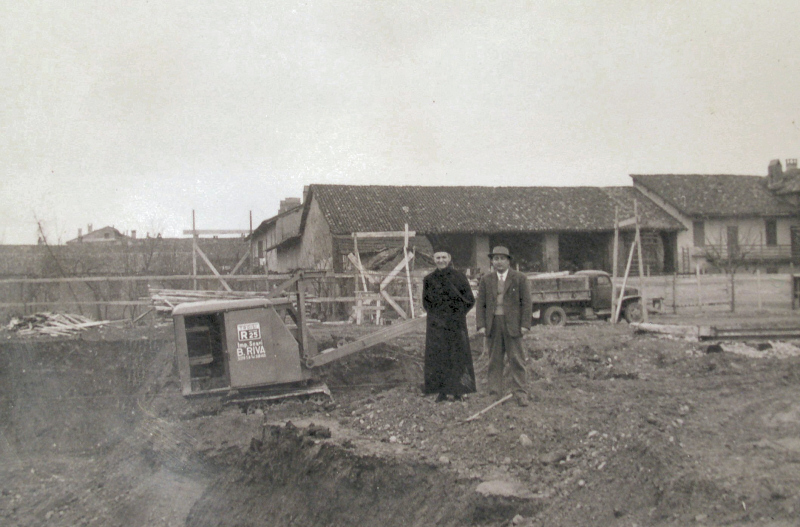
Don Piero Carcano sulle fondazioni della futura chiesa. (1957)

La chiesa venne costruita con il proposito di far fronte alla crescita demografica della città, che era stata determinata dal continuo sviluppo edilizio cittadino degli anni Cinquanta e dal conseguente flusso migratorio: la vecchia chiesa non era più adatta, per capienza e per funzionalità, ad accogliere i nuovi fedeli. Dopo l'iniziale proposito di costruire una cappella sussidiaria, il parroco don Piero Carcano si risolse per l'edificazione di una nuova chiesa parrocchiale. Una prima ipotesi di collocazione ricadde su Villa Casati, ma incontrò l'opposizione di fabbriceri e il timore di un eccessivo debito. Si procedette dunque all'acquisizione dell'antistante terreno di Piazza Soncino, su suggerimento di Monsignor Maini, avvocato della Curia di Milano. Lo scopo della nuova ubicazione era di spostare la parrocchiale in una zona centrale della città, per intercettare i nuovi fedeli e restare vicino a quelli vecchi.

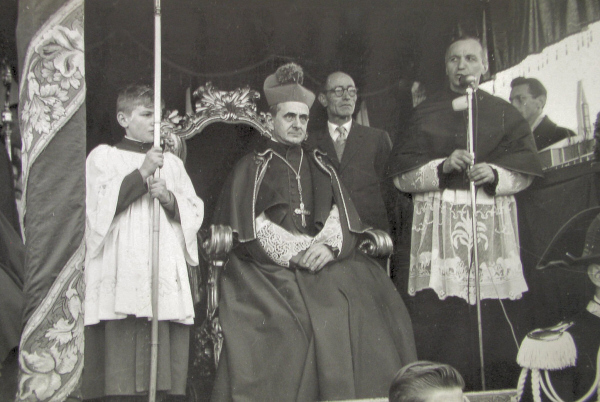
Don Piero Carcano e l'arcivescovo Montini danno il via ai lavori per la nuova chiesa. (1957)

Si formò un comitato per vagliare il progetto, affidato all'ingegnere Claudio Latocca e realizzato con la collaborazione degli architetti Olgiati e Sartorio. L'opera fu sostenuta attraverso collette e offerte di oro da parte dei fedeli. Inoltre la parrocchia procedette alla vendita di alcune aree del terreno di sua proprietà, che aveva ricevuto in donazione dalla benefattrice Catina Cornelio. Il 3 marzo 1957 il cardinale Giovanni Battista Montini, arcivescovo di Milano, pose la prima pietra e i lavori continuarono fino al 1961, anno del termine. Il progetto iniziale prevedeva anche la realizzazione di un "Centro delle opere parrocchiali", collegato alla Chiesa attraverso un portico, e di un campanile, opere entrambe mai realizzate.
Il 19 marzo 1961 la chiesa fu benedetta da monsignor Mario Civelli, vescovo missionario in Cina di origine balsamese, che celebrò la prima Messa. In occasione della celebrazione del Corpus Domini venne annunciata la data della consacrazione della Chiesa da parte del cardinal Montini, che si tenne il 3 giugno 1961. Successivamente don Carcano provvide alla collocazione dei quadri raffiguranti la Via Crucis.
Nel 1977 vennero apportate delle modifiche alla sistemazione interna della chiesa: per rispondere all'adeguamento liturgico delle chiese vennero eliminati gli altari laterali, alla destra e alla sinistra della zona presbiteriale, e la balaustra che divideva il presbiterio dall'aula; il tabernacolo venne collocato al centro e fu realizzata una scalinata in marmo bianco per accedere alla zona di riposizione del Santissimo Sacramento; alcuni stendardi processionali vennero restaurati e collocati alle pareti dell'aula liturgica. Fu commissionata a don Marco Melzi della Scuola Beato Angelico di Milano la statua del Cristo Risorto. Fece inoltre ammodernare il sistema di riscaldamento.

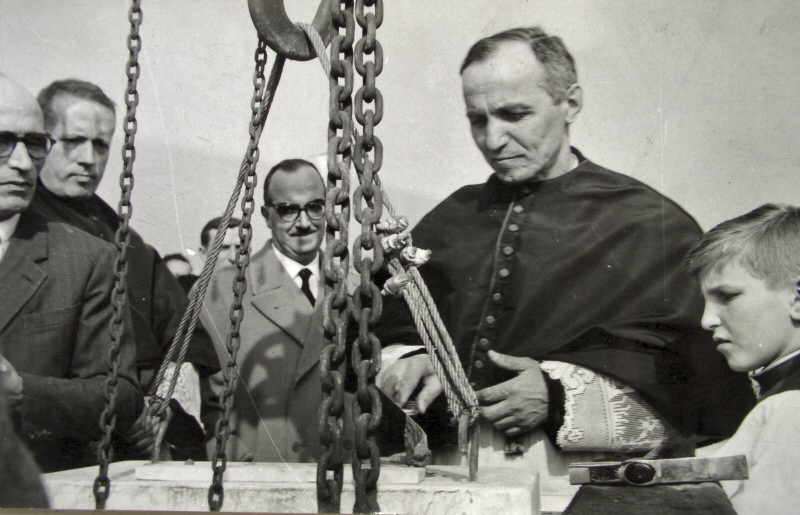
Don Piero Carcano alla cerimonia della posa della prima pietra. (1957)

Nel 1997 venne realizzato un controsoffitto per insonorizzare acusticamente la chiesa e al centro della controsoffittatura, al di sopra dell'altare, venne alloggiato il quadro con il volto di Cristo Pantocratore, realizzato nel 1999 da Sergio Giannini. Con tale intervento furono nascosti gli originari costoloni in cemento che sorreggono il tetto. Per completare l'intervento di adeguamento liturgico fu collocato il fonte battesimale alla destra dell'altare, eliminando l'ambone. Venne posta alla destra del nuovo altare la sede presidenziale e furono collocate nella navata sinistra le statue dei Santi e l'urna del beato Carino. Fu realizzato il rifacimento della copertura dei sedili del coro e venne acquistato un nuovo organo elettronico.

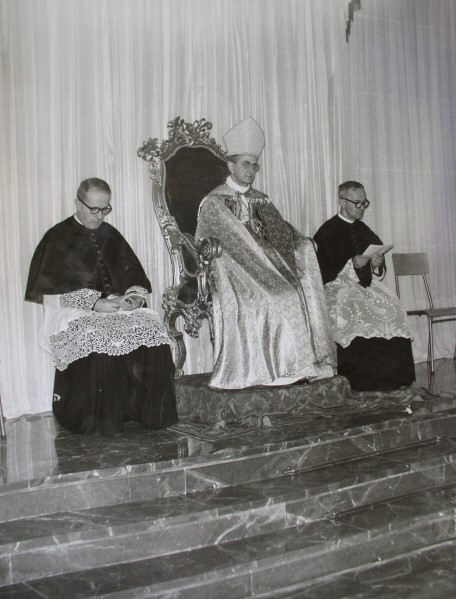
Don Piero Carcano, l'arcivescovo Montini e don Massimo Pecora alla consacrazione della nuova chiesa di San Martino in Balsamo. (1961)

Nel 2005, in concomitanza con la riqualificazione di piazza Soncino, che venne ripavimentata con lastre di porfido, vennero realizzate una nuova pavimentazione del sagrato e la cancellata di chiusura del pronao. Il 27 maggio 2007 l'artista Mike Ciafaloni ha donato alla parrocchia un affresco, chiamato Amore, arte e ragione, che è stato collocato sul muro che affianca la facciata.
Tra il 2015 e il 2016 alla parrocchiana Magdalena Grandi furono commissionati sei quadri raffiguranti la vita di San Martino di Tours, realizzati con il contributo economico del Circolo Culturale cittadino "Pablo Neruda". Della stessa pittrice cinisellese sono le due tele con angeli in preghiera che sono state poste all'altare della Madonna.
Dal 7 al 14 giugno 2015 la parrocchia ha ospitato la statua della Madonna pellegrina di Fátima per una settimana di incontri e preghiera. Durante l'evento è scattato un allarme bomba, poi rivelatosi falso, che ha fatto intervenire gli artificieri. A emergenza rientrata il simulacro è stato portato in processione per la città per poi essere nuovamente custodito all'interno della chiesa per l'adorazione.
Il 1º febbraio 2017 la chiesa ha ospitato la visita pastorale dell'arcivescovo Angelo Scola al decanato di Cinisello Balsamo.
Nella notte di Natale del 2020 sono state inaugurate le tele donate dalla pittrice Magdalena Grandi raffiguranti quattro angeli e collocate dietro l'altare maggiore.
Nel 2021 la Scuola Beato Angelico di Milano ha proceduto al restauro del tabernacolo, inaugurato durante la Domenica delle Palme.
Nel 2022 piazza Soncino ha subito ulteriori interventi di riqualificazione.

## Descrizione
La chiesa è orientata da nord a sud. L'edificio ha un'architettura compatta, caratterizzata da un unico blocco imponente, su una struttura portante in calcestruzzo armato. Copre una superficie di 1 300 m² e ha una capienza di 800 posti a sedere e 1 000 in piedi, a cui vanno sommati i 200 posti a sedere della cripta.

### Esterno

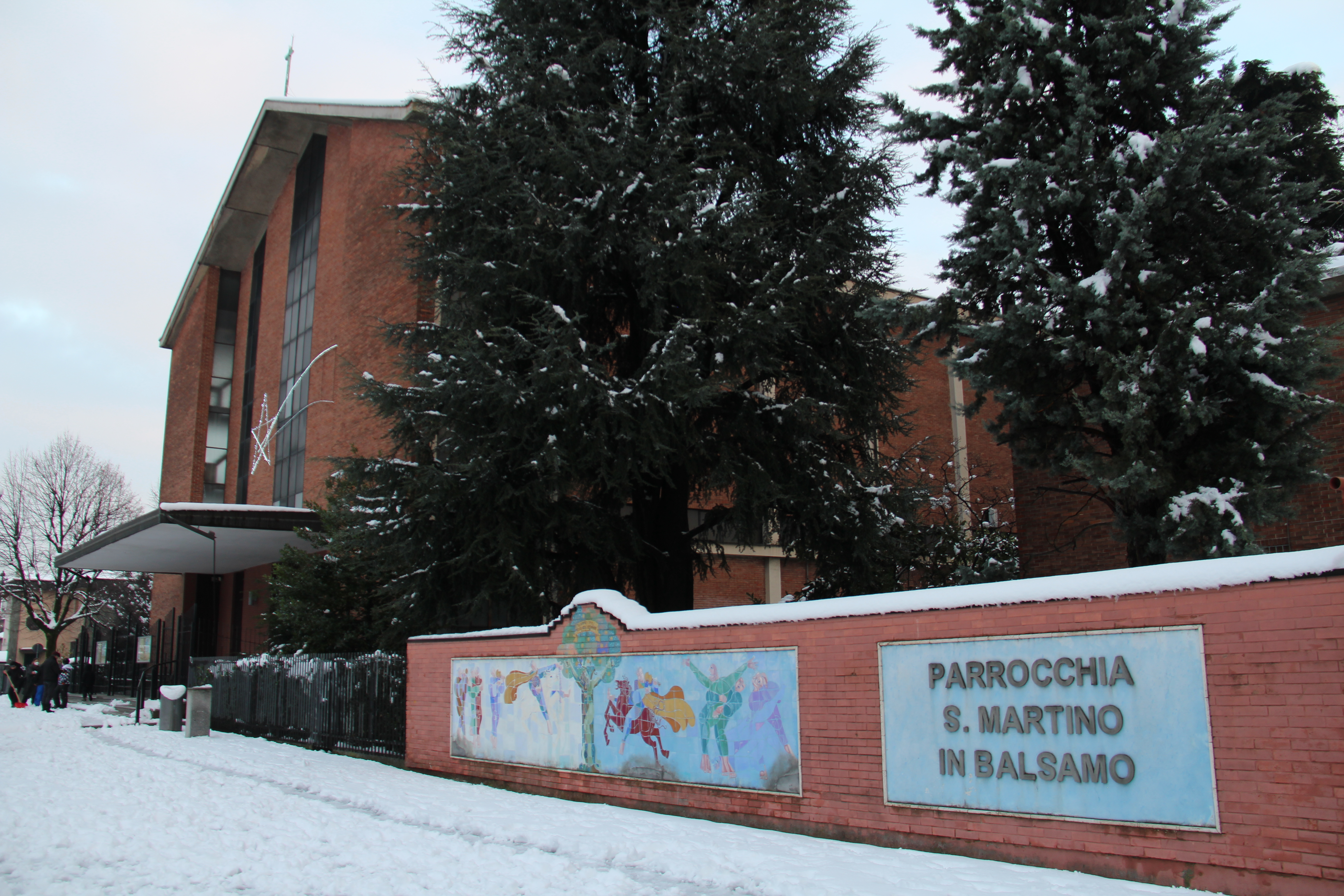
Fianco destro dell'esterno, con il murales Amore, arte e ragione.

La chiesa affaccia su un sagrato sopraelevato di un gradino rispetto alla piazza, con un'ampia gradinata a tre gradini attraverso cui si accede al pronao. Le facciate laterali sono caratterizzate da pilastri strutturali a prisma in cemento armato con rivestimento in cotto e da finestre a nastro che corrono lungo tutto il perimetro dell'edificio. Tutte le superfici sono in mattoni a vista. La facciata principale è a capanna, nella parte mediana leggermente arretrata e caratterizzata da un pronao, chiuso da una cancellata, definito da un grande mensolone e sormontato da tre grandi vetrate longitudinali, in corrispondenza degli ingressi.
Sul fianco destro della chiesa trova posto la casa parrocchiale con gli uffici, mentre sul sinistro è presente un fabbricato per le opere parrocchiali; tutte le proprietà sono inserite in un giardino.
Sul muro di confine della proprietà parrocchiale rivolto verso il sagrato è posto l'affresco Amore, arte e ragione, realizzato da Mike Ciafaloni. L'opera ha l'iscrizione "Il frutto dell'amore è la salvezza dell'umanità" e rappresenta al centro Cristo inchiodato ad un albero da frutta, simbolo della «generosità umana verso i popoli meno abbienti»; è raffigurato anche San Martino, «che aiuta il popolo sofferente e trova armonia benessere e sostenibilità attraverso la generosità e il sacrificio umano».

### Interno

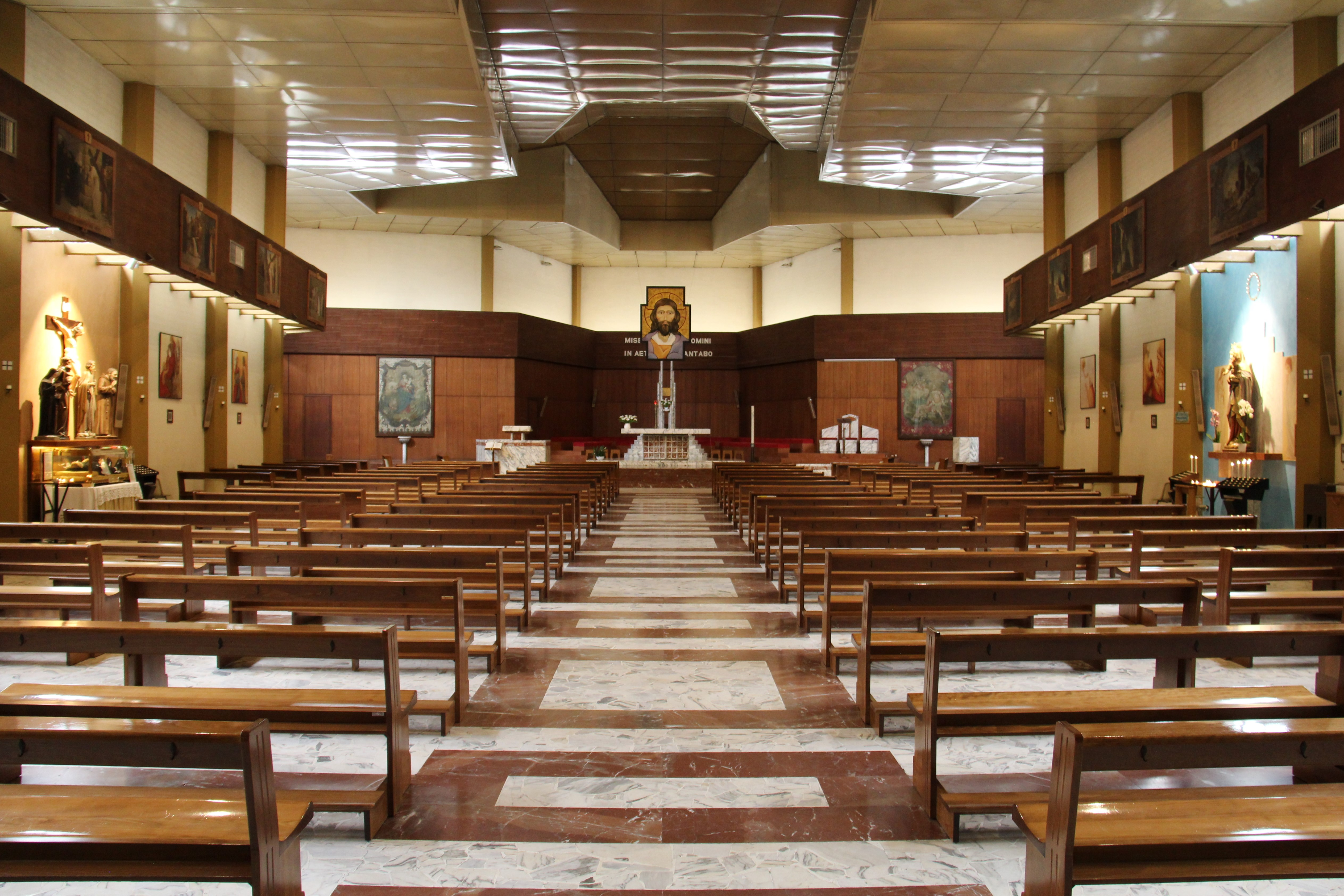
L'interno visto dal fondo della chiesa.

La pianta della chiesa è a croce latina con i bracci che si allargano a trapezio verso il centro del transetto, dove è situato l'altare maggiore, in marmo chiaro. Ha un'unica grande navata, con murature intonacate e tinteggiate e il cui pavimento è in marmo chiaro della Versilia con riquadri in marmo rosso scuro; questa è caratterizzata dal ritmo dei pilastri in cemento armato, tinteggiati di colore senape, alla cui sommità sono collegati attraverso le travature. Intorno al presbiterio sono poste la sacrestia e la penitenzieria. Nella parte superiore delle murature è alloggiata una fascia di cemento armato pellicolato con effetto legno, che corre lungo tutto il perimetro dell'aula liturgica. Su questa fascia sono presenti dei quadri raffiguranti la Via Crucis, dipinti dal pittore Compagnone. Più in basso sono posti, tre per ogni parete, i quadri dedicati alla vita di San Martino di Tours.
Sulla navata destra è stata ricavata una cappella dedicata alla Madonna, mentre quella sinistra ospita le statue dei Santi Rita da Cascia, Antonio da Padova, Giuseppe e Padre Pio, oltre all'urna del Beato Carino da Balsamo. Sopra il portale d'ingresso, nella parte superiore della controfacciata, è alloggiata la scultura del Cristo Risorto. Diversi stendardi tappezzano le pareti.

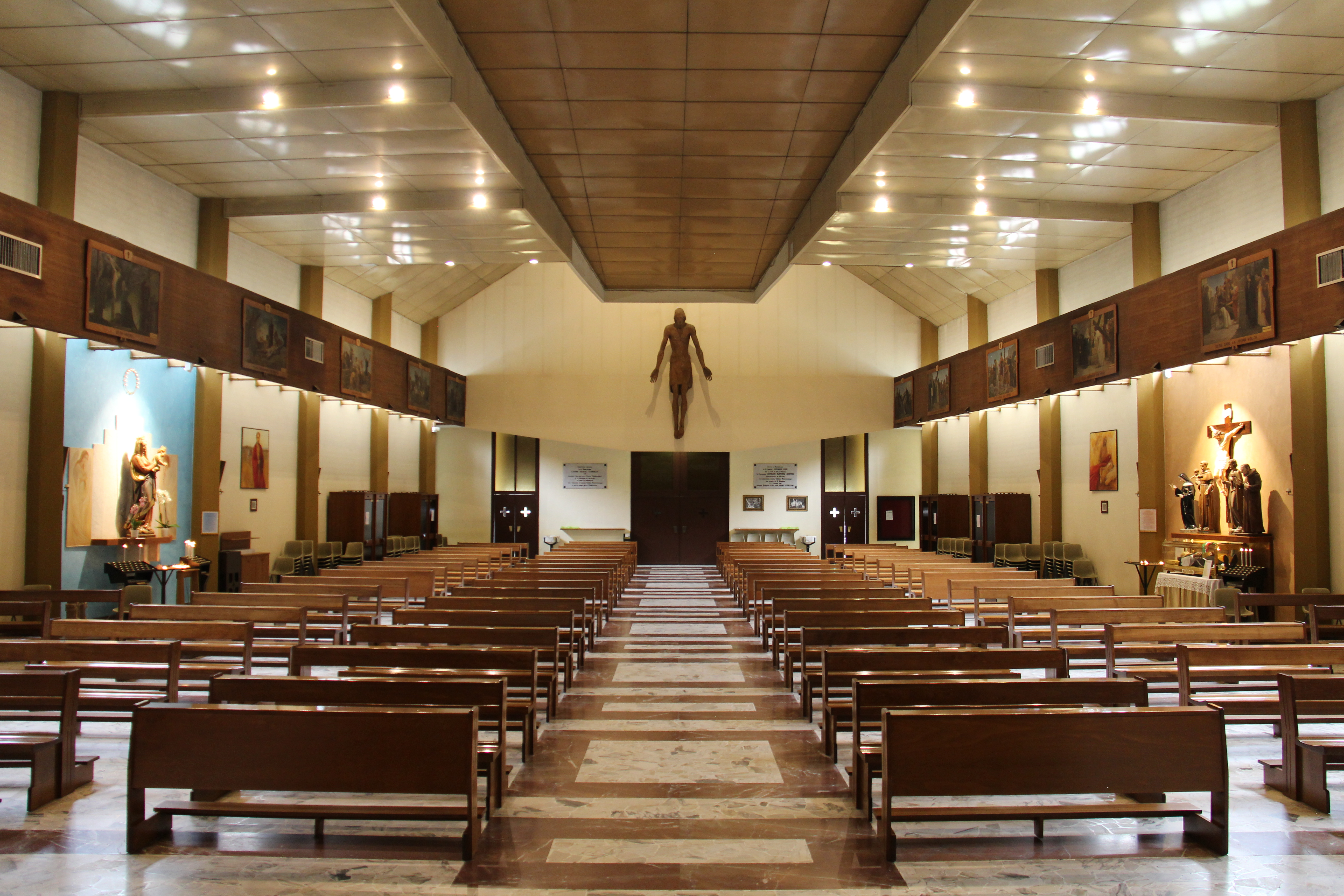
L'interno visto da davanti all'altare.

La zona presbiteriale è situata in posizione sopraelevata, collegata all'aula liturgica attraverso tre gradini e definito dalla larghezza del transetto. Il catino absidale è in pannelli di legno ed ospita il coro. Al centro del transetto è collocato l'altare: una mensa studiata sullo stile della pavimentazione. Il tabernacolo collocato sul fondo del transetto, antistante al coro, è alloggiato in una struttura lineare composta da lamine di pietra di Versilia, sistemata al vertice di una scalinata che lo pone al centro della vista da ogni punto dell'aula assembleare. Alla destra dell'altare, nel braccio destro trova spazio la seduta della presidenza, anch'essa realizzata in pietra chiara di Versilia, e il fonte battesimale. Alla sinistra dell'altare, in posizione più avanzata, e alla base del presbiterio è collocato l'ambone. L'aula liturgica è direttamente collegata con la sacrestia, attraverso una scala ricavata in prossimità della scala d'accesso alla cripta, in testa al braccio sinistro.

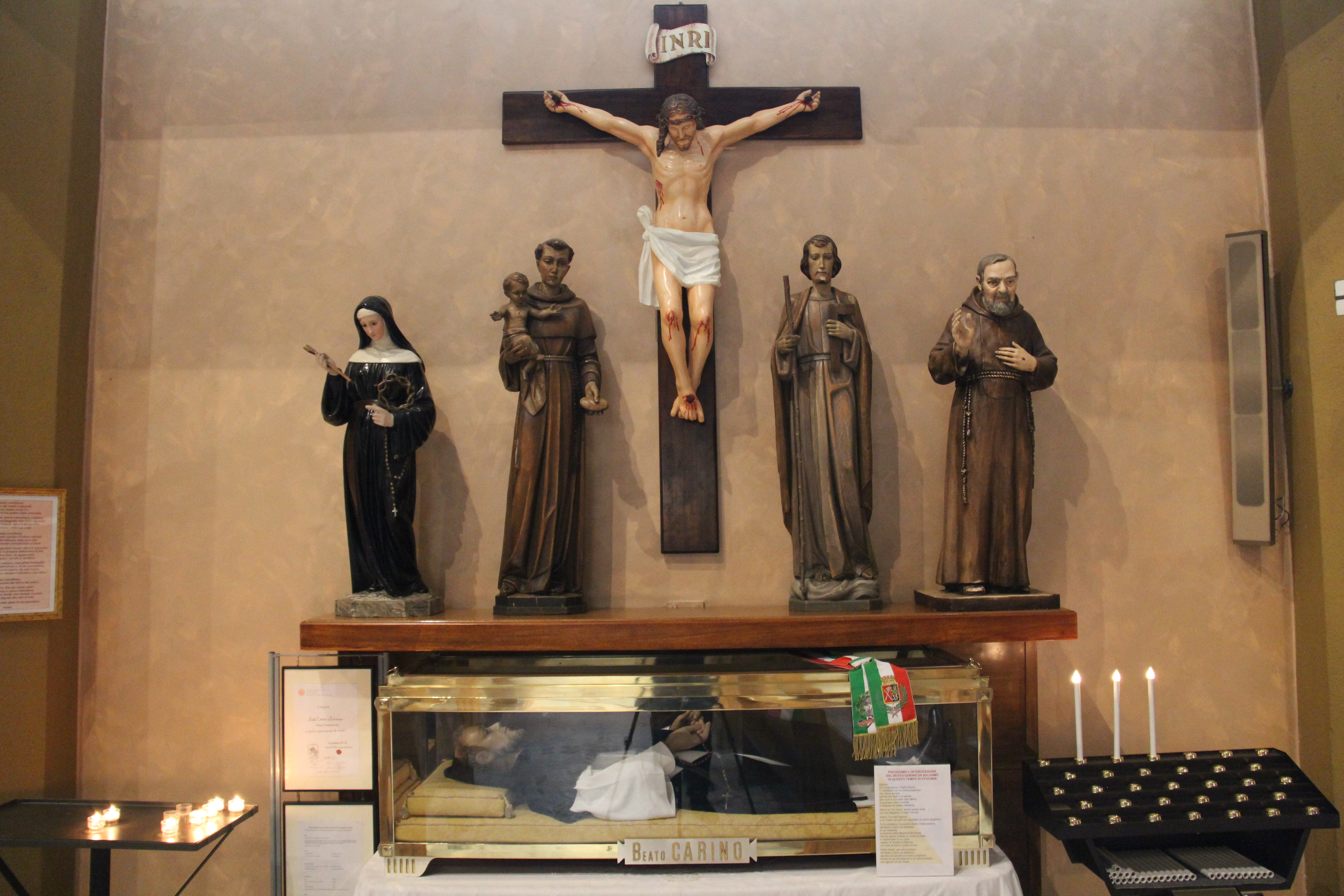
L'altare con le statue dei Santi e l'urna del Beato Carino.

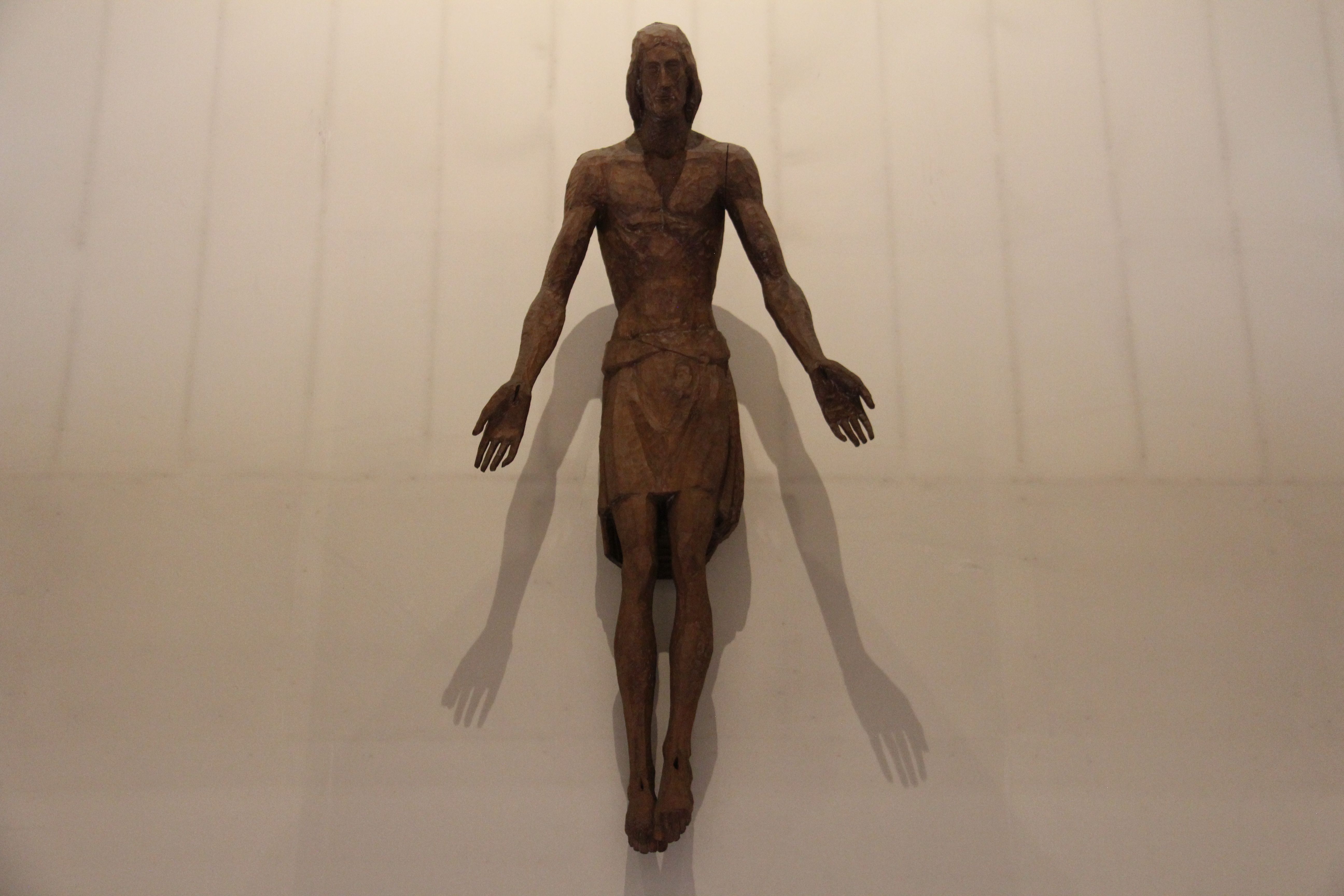
La statua del Cristo Risorto alloggiata sopra il portale d'ingresso.

Sulla parete centrale, ai lati del tabernacolo e ai due lati delle pareti laterali sono state collocate quattro tele raffiguranti angeli che simboleggiano le virtù di San Martino: sulla parete lato sacrestia c'è l'angelo "della preghiera", raffigurato nel gesto della contemplazione; sulla parete lato presbiterio l'angelo "della carità", raffigurato con il mantello di San Martino tra le mani; sulla parete centrale, a destra del tabernacolo, l'angelo "dell'adorazione", raffigurato con il turibolo tra le mani nell'atto di incensare; sulla parete centrale, a sinistra del tabernacolo, l'angelo "della luce", raffigurato con una mano sul cuore e con l'altra che porge una luce.

### Cripta
Una cripta si colloca sotto il presbiterio e si accede ad essa tramite due scale laterali che partono dal piano terra. La pavimentazione è in scaglie di pietra chiara e fasce di marmo rosso scuro. La cripta ospita un settimo quadro del ciclo della vita di San Martino di Tours, il primo in ordine cronologico realizzato dalla pittrice Magdalena Grandi: inizialmente appeso lungo l'aula liturgica, è stato poi sostituito da un rifacimento dello stesso e traslato al piano inferiore. Sono presenti alcuni stendardi e due quadri, raffiguranti San Paolino da Nola e San Carlo Borromeo. Inoltre è posta una targa a ricordo della prima collocazione del Beato Carino, consacrata da Monsignor Paolo Babini, vescovo di Forlì. 

## Beato Carino da Balsamo

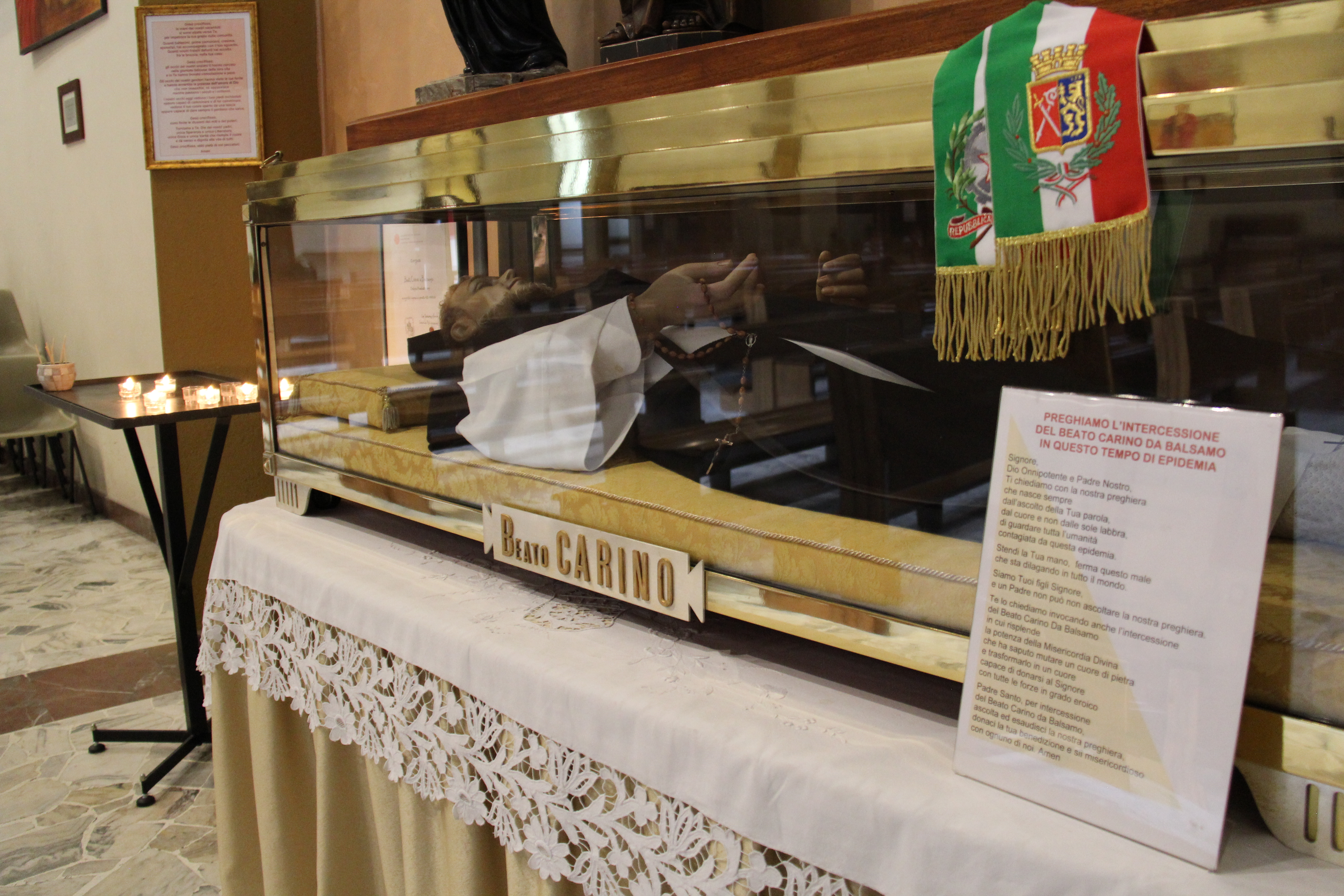
L'urna contenente la salma del beato Carino.

La chiesa contiene la salma del Beato Carino da Balsamo. Il corpo di Carino era conservato nel Duomo di Forlì fino al 4 novembre 1964, quando su interessamento del parroco don Carcano fu ricomposto in un simulacro e rivestito dell'abito dei Domenicani, insieme al capo e alle restanti reliquie (custodite dal 1934 nella vecchia chiesa); il tutto fu conservato dentro un'urna di metallo e vetri e collocata sotto l'altare della cripta. Alla fine degli anni Novanta è stata traslata nella parete di sinistra, al centro della navata.
Il 28 gennaio 2013 ha avuto inizio la ricognizione canonica ad opera di Monsignor Giordano Ronchi, Custode delle Sacre Reliquie della Veneranda Curia di Milano, in cui si è effettuato il consolidamento e la catalogazione delle reliquie del Beato Carino da Balsamo. Il suo simulacro, contenente per intero il suo corpo, fu restaurato e solennemente esposto dal 20 maggio al 3 giugno dello stesso anno nell'area dell'altare. Nel 2014 è stato ricollocato nella sua precedente sede.